# Серміціак (газета)
Серміціак (гренл. Sermitsiaq) — одна з двох національних газет Гренландії. Названа на честь гори Серміціак.
Газета була вперше опублікована 21 травня 1958 року як гренландськомовна альтернатива данськомовній газеті «Міккен». Дві газети друкувались окремо: «Міккен» щосуботи, а «Серміціак» щопонеділка приблизно протягом шести місяців, поки «Міккен» не була опублікована востаннє 22 листопада того ж року.
«Серміціак» була місцевою газетою, що поширювалася тільки в місті Нуук приблизно до 1980 року, коли газета стала національною. Приблизно в 1980 році газета набула все більш політичного характеру, оскільки в 1979 році Гренландії було надано самоврядування.
Газета виходить щоп'ятниці, в той час як онлайн-версія оновлюється кілька разів на день. У 2010 році «Серміціак» об'єдналася з іншою гренландською газетою «Атуагагдліутіт / Гренландспостен (AG)». Веб-сайти обох газет тепер перенаправляються на об'єднаний сайт Sermitiaq.AG